# برنج (آلیاژ)

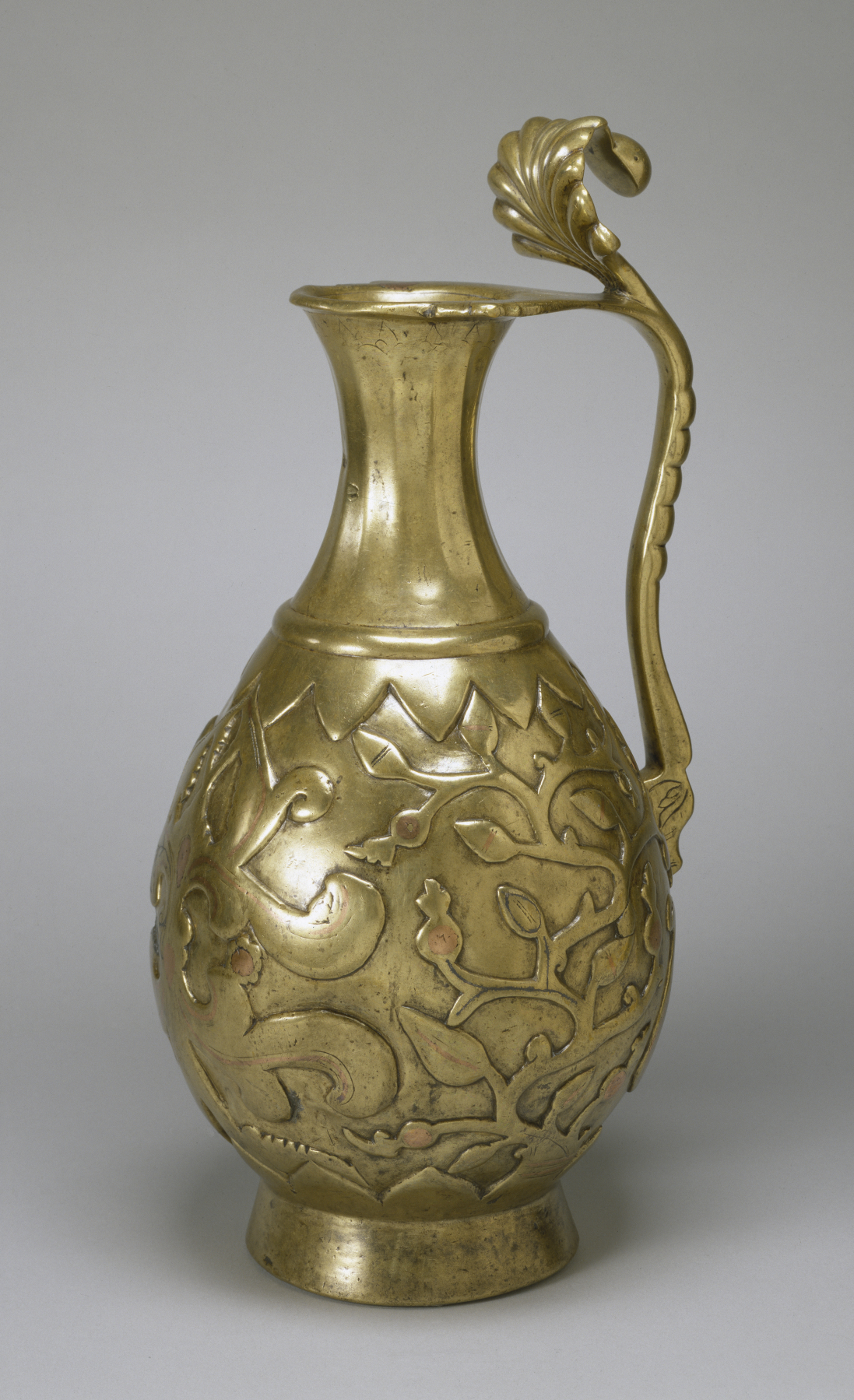
آبدستان ایرانی متعلق به قرن ۷ میلادی. این آبدستان ریختگی برنجی با تزئینات روی آن یکی از قدیمی‌ترین نمونه‌های فلزکاری اسلامی - ایرانی است.

برنج (به انگلیسی: Brass) ترکیبی آلیاژی از مس و روی است.ولاً ترکیب این آلیاژ با عناصر دیگر را برنز می‌گویند. گاهی نام عنصر آلیاژی به همراه برنز آورده می‌شود، برای مثال، برنز قلع‌دار یا برنز فسفردار. صدها نوع ترکیب گوناگون در هر یک از این گروه‌ها وجود دارد. با تغییر مقدار روی، خواص آلیاژهای مس-روی نیز تغییر می‌کند. برنج‌های مس- روی که عناصر اضافی مانند قلع، آلومینیوم، سیلیسیم، منگنز، نیکل و سرب دارند به عنوان برنج‌های آلیاژی نامیده می‌شوند.
برنج از مدت‌ها پیش، حتی قبل از تاریخ شناخته شده بود؛ان که انسان هنوز فلز روی را نمی‌شناخت با ذوب کردن مس همراه با کالامین (سنگ معدن فلز روی) برنج تولید می‌کرد.
امروزه تقریباً ۹۰٪ از فلزات برنج بازیافت می‌شوند، چون فلز برنج خاصیت مغناطیسی کمی دارد و به راحتی می‌توان آن را از فلزاتی که معمولاً با آن‌ها مخلوط می‌شود جدا کرد. بدین ترتیب برنج جدا شده را دوباره بازیافت می‌کنند. چگالی برنج ریختگی در حدود ۸۴۰۰ تا ۸۷۰۰ کیلوگرم بر مترمکعب می‌باشد.

## خواص فیزیکی
اکثر آلیاژهای برنج دارای دامنه انجماد بسیار کم است و به دلیل وجود فلزات دیگر در مس عملاً باعث پائین آمدن نقطه ذوب می‌شود و هر قدر دامنه انجماد کمتر باشد، سیالیت آلیاژ بهتر خواهد بود، ولی این امر معمولاً با زیاد شدن حجم انقباض متمرکز همراه است.
برنج‌ها از نقطه نظر شبکه محلول‌های جامد مس و روی دارای خواص زیر می‌باشند:
- محلول جامد α: این شبکه در سرما چکش خوار است ولی چکش خواری آن در گرما منوط به نداشتن سرب در آلیاژ است (به دلیل تشکیل سرب مایع در گرما)
- محلول جامد β: در این شبکه وجود سرب کمتر مزاحم بوده و شبکه خاصیت چکش خواری خود را در گرما حفظ می‌کند.
- محلول جامد γ: این شبکه سخت و شکننده است و خواص عمومی شبکه γ را دارد.

## دسته‌بندی آلیاژهای مس

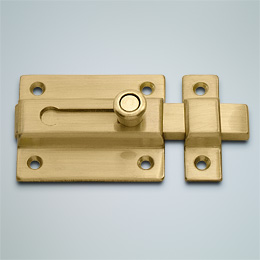
کلون برنجی

آلیاژهای مس مانند آلومینیم به دو دسته آلیاژهای کارپذیر (نوردی) و ریختگی تقسیم می‌گردند. هر دسته از این آلیاژها نیز بر حسب شرایط ترکیبی عناصر آلیاژی می‌توانند عملیات حرارتی پذیر یا عملیات حرارتی ناپذیر باشند.
انواع برنج‌های کارپذیر (نوردی) فقط حاوی مس و روی می‌باشند و عناصر دیگر در حد ناخالصی در آن‌ها وجود دارد و برنج‌های آلیاژی علاوه بر مس و روی حاوی عناصر دیگری نظیر سیلیسم، آهن، قلع، و سرب و… نیز هستند و بیشتر از طریق ریخته‌گری شکل می‌گیرند.

### برنج با ۵ تا ۱۵ درصد روی
کار بر روی قطعه در حالت سرد (Cold Working) این نوع برنج‌ها به ویژه هنگامی که میزان روی آنها نزدیک به ۱۵ درصد باشد به راحتی قابل انجام است. این برنج‌ها از قابلیت شکل‌پذیری خوب و مقاومت خوردگی بالایی برخوردارند، اما به سختی ماشینکاری می‌شوند. آلیاژهایی که در این گروه قرار می‌گیرند عبارتند از: برنج طلاکاری (با ۵ درصد روی)، برنز صنعتی (با ۱۰ درصد روی)، و برنج قرمز (با ۱۵ درصد روی). برنج طلاکاری بیشترین کاربرد را در صنعت طلا و جواهرسازی برای ساخت روکش‌های طلایی رنگ دارد. شکل‌پذیری این برنج مانند مس است اما استحکام آن بیشتر است؛ در ضمن قابلیت ماشینکاری ضعیفی دارد. برنز صنعتی به علت قابلیت شکل‌پذیری آن در جواهرسازی، آهنگری و پرسکاری بکار می‌رود. قابلیت ماشینکاری آن ضعیف است، اما دارای خواص کار در حالت سرد بسیار خوبی است. به همین علت از آن برای ساخت لوله‌های کویل رادیاتورها و کندانسورها استفاده می‌شود.

### برنج با ۲۰ تا ۳۶ درصد روی[۱]
آلیاژهایی که در این گروه قرار می‌گیرند عبارتند از: برنج کم‌روی (با ۲۰ درصد روی)، برنج فشنگ (با ۳۰ درصد روی)، برنج معمولی (با ۳۵ درصد روی).
از آنجا که روی ارزانتر از مس است، آلیاژهایی که درصد روی آنها بیشتر است ارزانتر هستند. این آلیاژها قابلیت ماشینکاری بهتر و استحکام بالاتری دارند، اما مقاومت خوردگی آنها پایین است و امکان ترک خوردگی فصلی (Season Cracking) در نقاط دارای تنش‌های پسماند در آنها وجود دارد.

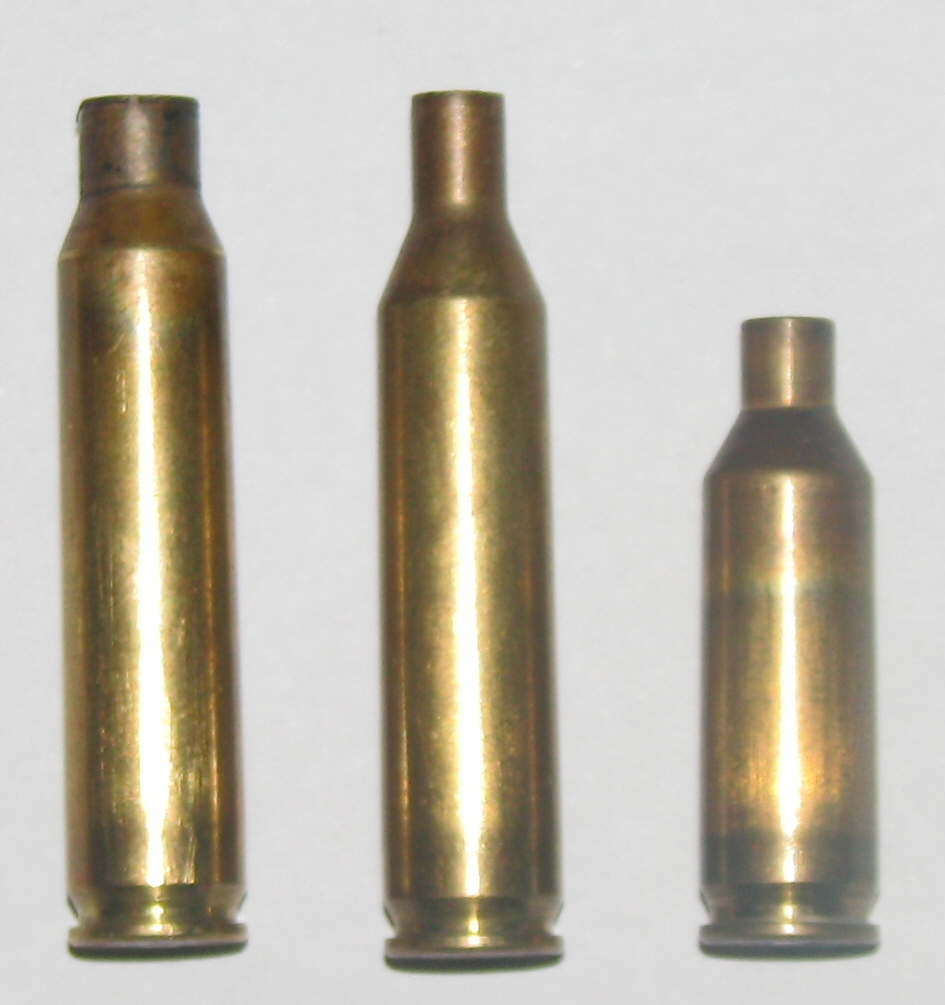
پوکه‌های فشنگ ساخته شده از جنس برنج فشنگ.

برنج کم‌روی بسیار شبیه برنج قرمز است و برای قطعاتی که نیاز به عملیات کشش عمیق (Deep Drawing) دارند استفاده می‌شوند. در میان آلیاژهای مس-روی، دارای بهترین ترکیب شکل‌پذیری و استحکام است. پوکه‌های فشنگ در ابتدا کاملاً به روش کار در حالت سرد ساخته می‌شدند. فرایند ساخت از چندین مرحله عملیات کشش عمیق ساخته می‌شد، که پس از هر بار کشش، قطعه بازپخت می‌شد تا برای مرحله بعد آماده شود. گرچه قابلیت کار در حالت گرم برنج معمولی ضعیف است، اما عملاً می‌توان از آن در بسیاری از فرایندهای ساخت استفاده نمود و تنوع محصولات این آلیاژ نیز به همین علت است.
اگر مقادیر اندکی سرب به برنج افزوده شود، قابلیت ماشینکاری آن بسیار بالا می‌رود و تا حدی نیز قابلیت کار در حالت گرم آن نیز بهتر می‌شود. افزودن سرب به برنج، خواص خواص جوشکاری و انجام کار در حالت سرد را دچار مشکل می‌کند. از آلیاژهای این گروه می‌توان به برنج کم سرب (با ۳۲٫۵ درصد روی، ۰٫۵ درصد سرب)، برنج پرسرب (با ۳۴ درصد روی، ۲ درصد سرب)، و برنج خوش‌تراش (با ۳۵٫۵ درصد روی، ۳ درصد سرب) اشاره کرد.
برنج کم سرب نه تنها دارای قابلیت ماشینکاری خوبی است، بلکه خواص کار در حالت سرد خوبی نیز دارد به گونه ای که مناسب ساخت قطعات مختلف ماشین تراش است. برنج پرسرب که گاهی «برنج حکاکی» نیز نامیده می‌شود، برای ساخت ابزارآلات، قفل و قطعات ساعت بکار می‌رود. برنج خوش‌تراش که برای ساخت قطعات ماشین‌های تراش به کار می‌رود دارای مقاومت خوردگی خوب و خواص مکانیکی مطلوبی است.
برنج مفرغ (Admiralty Metal) (با ۲۸ درصد روی) دارای یک درصد قلع است که مقاومت خوردگی خوبی به ویژه در مقابل آب دریا به آن می‌دهد. این آلیاژ دارای استحکام و شکل‌پذیری خوبی است ولی قابلیت ماشینکاری و نورد آن ضعیف است. به علت مقاومت بالا در مقابل خوردگی، از آن در ساخت تجهیزات نیروگاه و تجهیزات شیمیایی استفاده می‌شود. برنج آلومینیم‌دار (با ۲۲ درصد روی) دارای ۲ درصد آلومینیم است و به علت نزدیک بودن خواص آن با برنج مفرغ، دارای کاربردهای مشابهی است. به علت مقاومت بالای برنج آلومینیم‌دار در مقابل خوردگی ناشی از جریان‌های سریع آب، استفاده از آن برای ساخت لوله، در مقایسه با برنج مفرغ‌دار از ارجحیت بیشتری برخوردار است.

### برنج با ۳۶ تا ۴۰ درصد روی[۱]
آلیاژهای برنج با بیش از ۳۸ درصد روی دارای قابلیت شکل‌پذیری کمتری نسبت به برنج فشنگ هستند و انجام کار سرد بر روی آنها نیز امکانپذیر نیست. از این آلیاژ اغلب برای کار در حالت گرم و حدیده کاری استفاده می‌کنند. فلز مونتز (Muntz Metal) (با ۴۰ درصد روی) دارای قیمت ارزان و تا حدودی مقاوم در برابر خوردگی است. برنج دریایی (Naval Brass) تقریباً دارای همان ترکیب فلز مونتز است با این تفاوت که حاوی ۰٫۷۵ درصد قلع می‌باشد. وجود قلع در این آلیاژ سبب بالا رفتن مقاومت آن در برابر خوردگی می‌شود.

## کاربرد
از این آلیاژ به دلیل خواص ویژه و شکل و رنگ آن در جاهای مختلفی استفاده می‌کنند:
- در دکوراسیون داخلی به خاطر رنگ تقریباً طلایی رنگش.
- در جاهایی که به اصطکاک کم نیاز باشد مثل مغزی قفل‌ها.
- در سازهای موسیقی مخصوصاً بخاطر خاصیت آکوستیکی (مثل هورن).

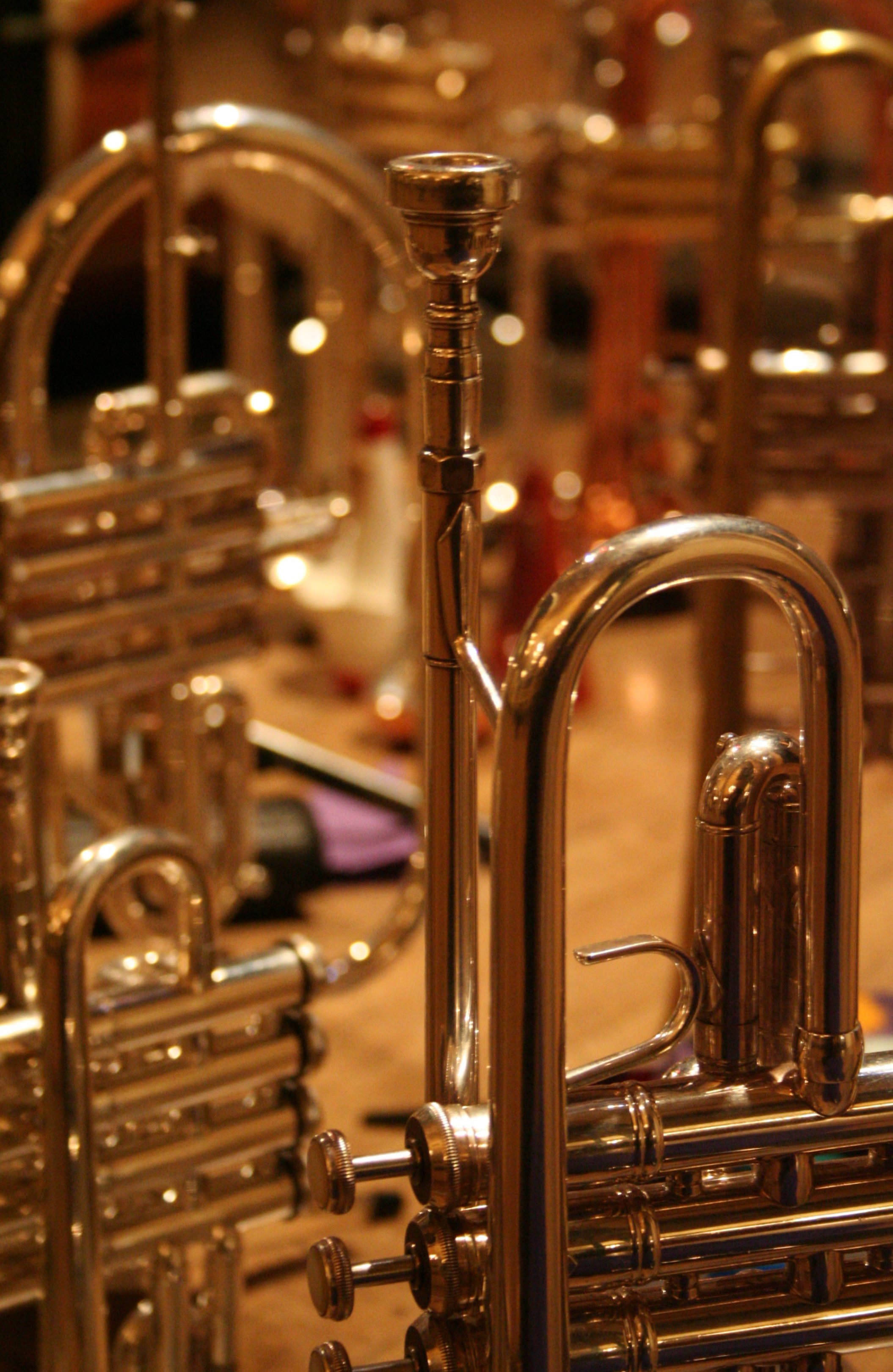
مجموعه ای از سازهای موسیقی برنجی
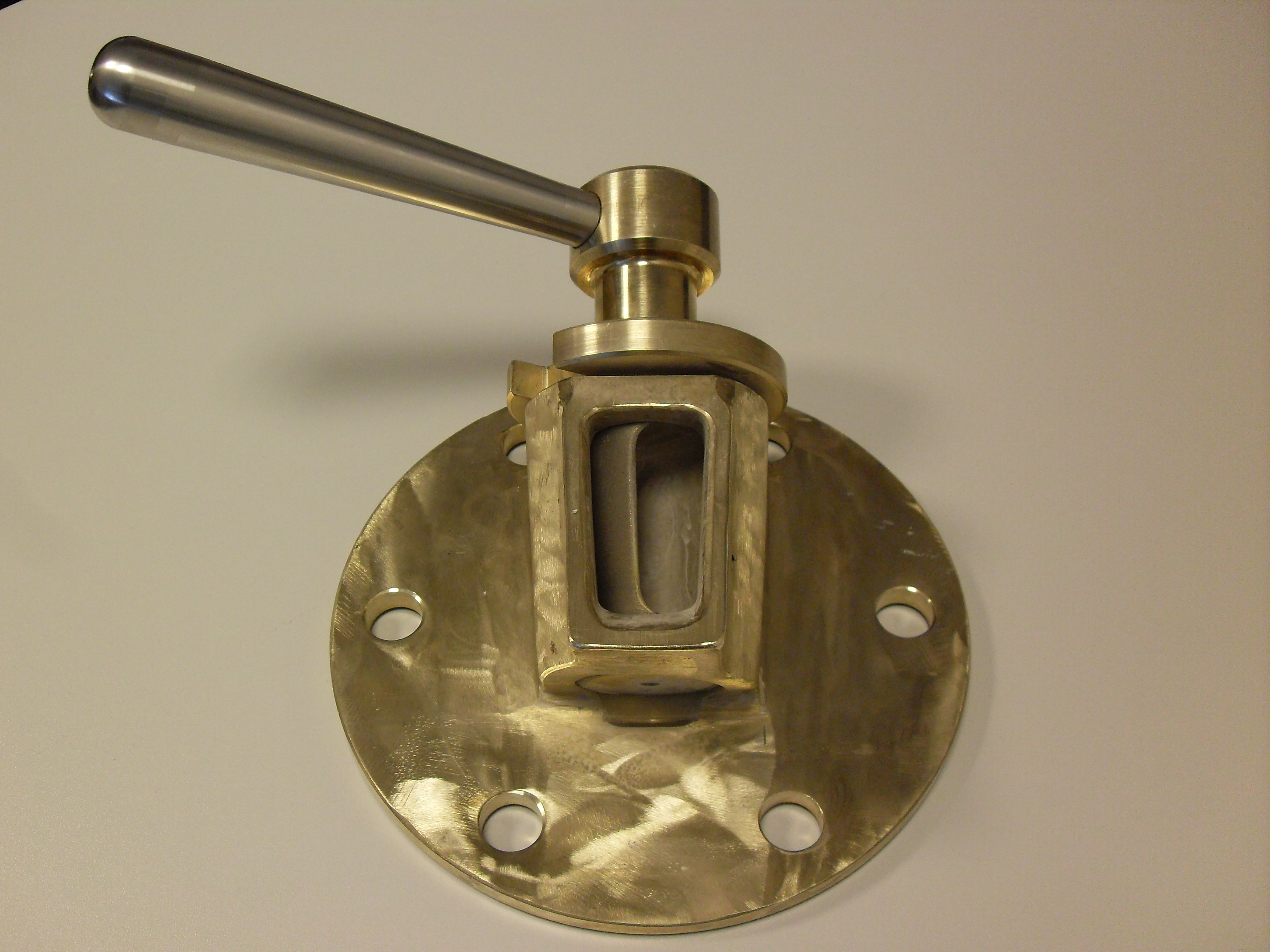
یک شیر نمونه‌گیری برنجی با دسته فولاد زنگ‌نزن
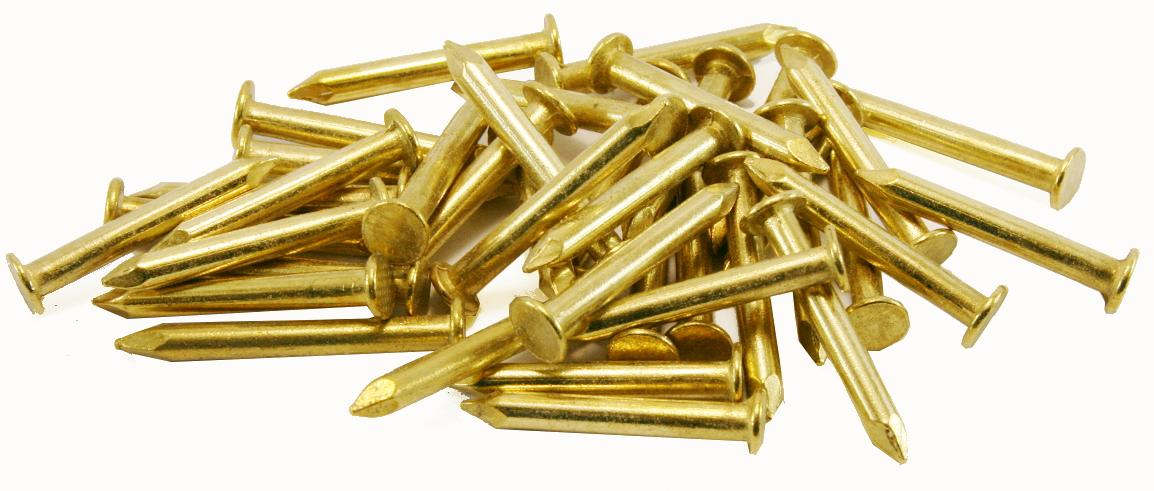
میخ‌های برنجی
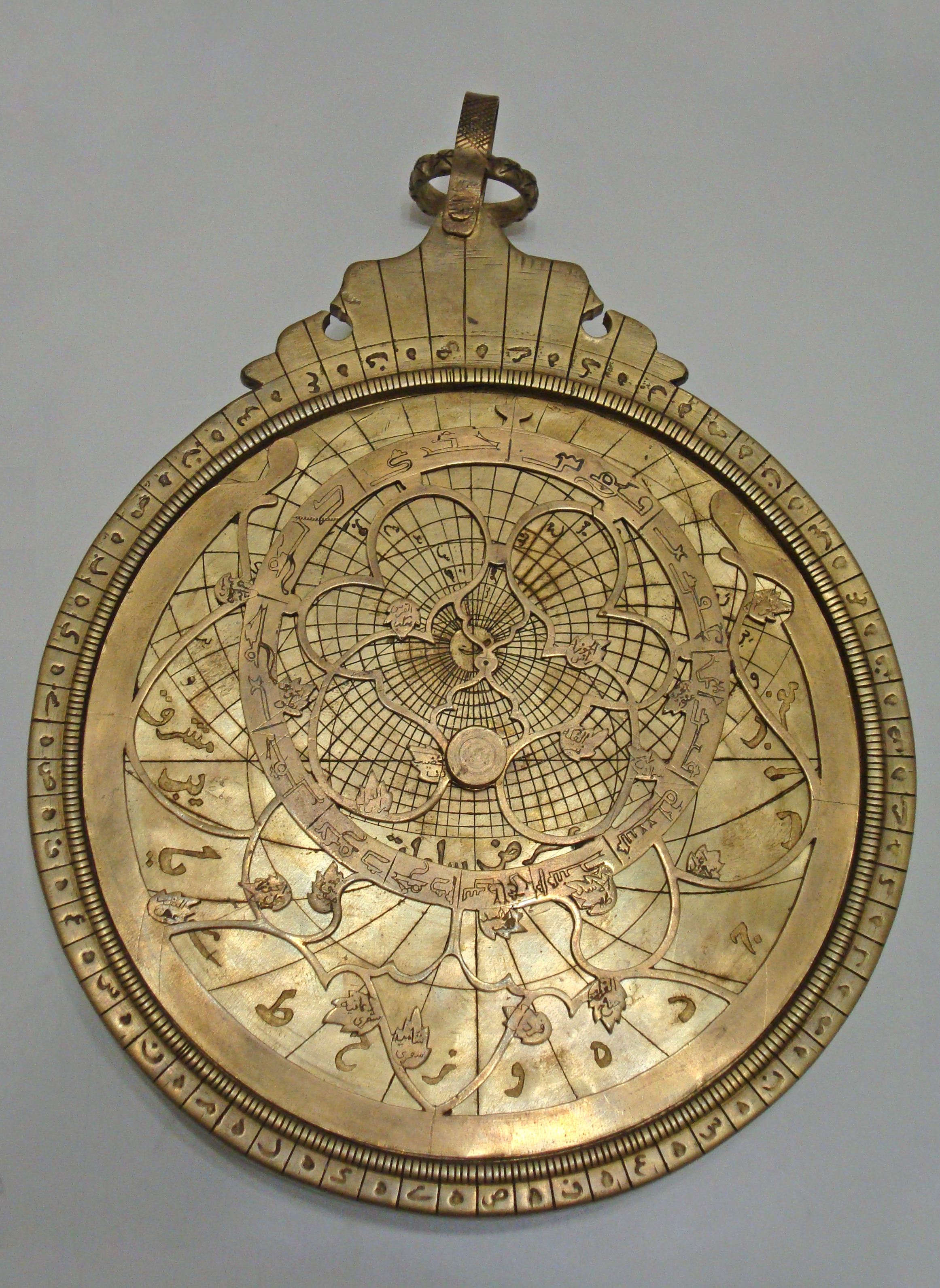
یک اسطرلاب ایرانی ساخته شده از برنج.

## ساختارهای بلوری برنج

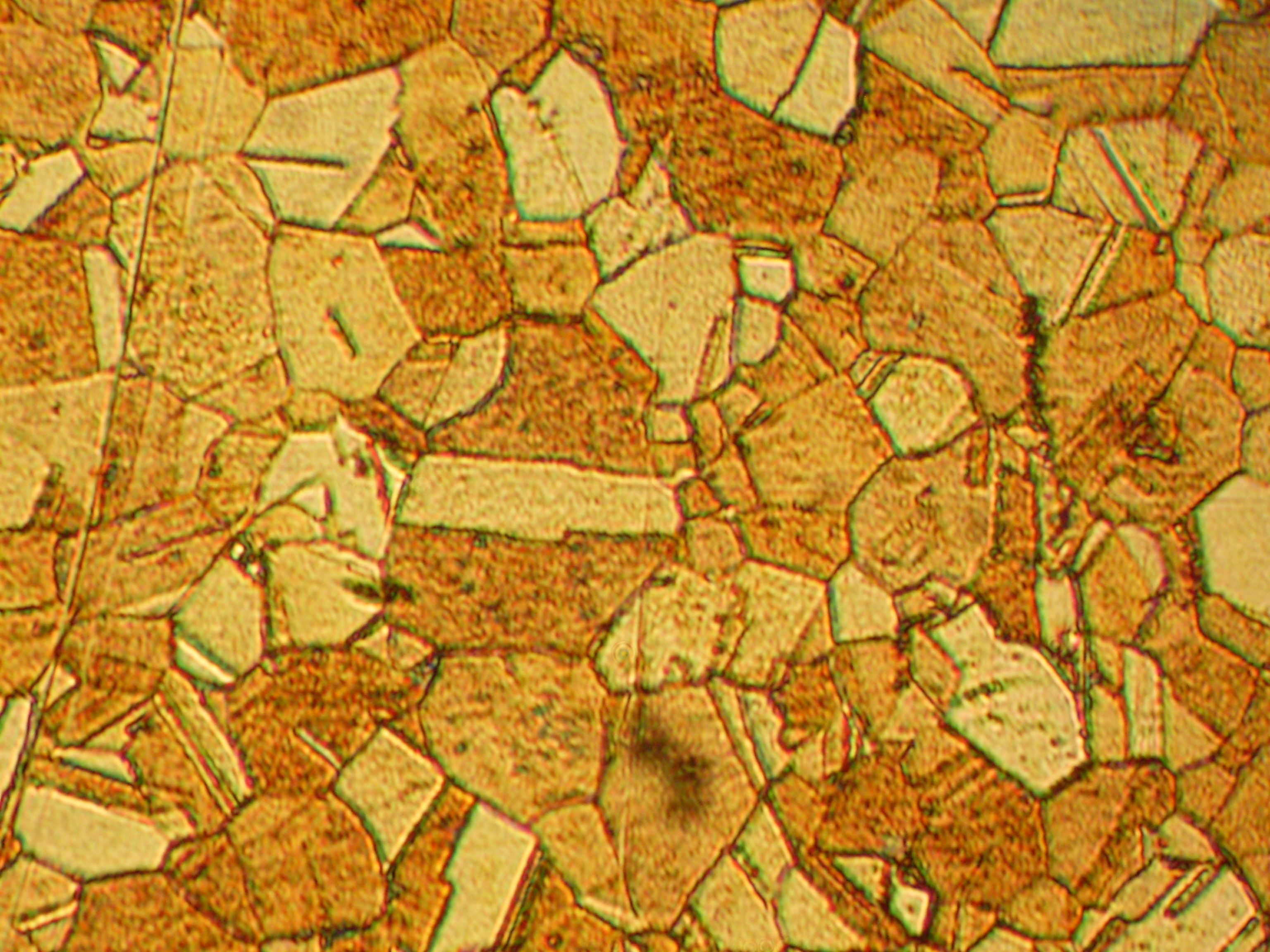
ریزساختار یک برنج نوردشده پس از عملیات حرارتی بازپخت (بزرگنمایی ۴۰۰ برابر)

بزرگ‌ترین وجه تمایز بین انواع مختلف برنج بر اساس ساختار بلوری آنهاست. دلیل این امر این است که ساختارهای اتمی دو عنصر مس و روی متفاوت است و آن‌ها را بسته به نسبت محتوا و درجه حرارت ترکیب می‌کنند.
| ترکیب شیمیایی و کاربردهای خاص آلیاژهای منتخب مس – روی (برنج) |                                      | |
| نام و شماره                                                  | درصد ترکیب اسمی                      | مشخصات ساخت و کاربردهای خاص |
| ۲۱۰ برنج طلایی ۹۵٪                                           | ۹۵٫۰ Cu 5.0 Zn                       | برنج‌های غیر آلیاژی. قابلیت کارسرد عالی، قابلیت کارگرم خوب برای پولک‌زنی، لوله‌کاری، کشش، سوراخ کردن، پانچ کردن، برش، پیچ دادن، ریخته‌گری تحت فشار، استامپ کردن کاربردها: لوله‌ها، مدل‌ها، لباس ضدگلوله، فیوز، چاشنی، پلاک، پایه جواهرسازی در آب‌طلا کاری |
| ۲۲۰ برنج تجاری ۹۰٪                                           | ۹۰٫۰ Cu 10.0 Zn                      | مشخصات ساخت مثل آلیاژ مس ۲۱۰ به اضافه کله‌زنی و جا زدن، …، آهنگری و پرس گرم. کاربردها: برنز حک‌کاری شونده، کارهای شبکه، پرده سینما، پرده‌های محافظ، سخت‌افزار دریایی فشرده، میخ و پرچ.                                                                 |
| ۲۲۶ برنج جواهرسازی ۸۷٪                                       | ۸۷٫۵ Cu 12.5 Zn                      | مشخصات ساخت مثل آلیاژ مس ۲۱۰ به اضافه دنده‌سازی غلتکی و درپوشی کاربردها: گوشه‌ها، کانال‌ها، زنجیرها، زینت‌آلات لباس، …، پایه برای آب‌طلا کاری |
| ۲۳۰ برنج قرمز ۸۵٪                                            | ۸۵٫۰ Cu 15.0 Zn                      | کارپذیری سرد عالی، کارپذیری گرم خوب. کاربردها: محافظ‌های باران، هادی‌ها، حفره‌های اتصال، بندها، خاموش‌کننده‌های آتش، مبردها و لوله‌های مبدل حرارت، میله‌های پلمب، بدنه رادیاتور.                                                                          |
| ۲۴۰ برنج کم‌عیار ۸۰٪                                          | ۸۰٫۰ Cu 20.0 Zn                      | کارپذیری سرد عالی، مشخصات ساخت مثل مس ۲۳۰. کاربردها: ظروف باتری، دم آهنگری و آلات موسیقی، عقربه ساعت، خطوط پمپ، لوله‌های خم‌شدنی. |
| ۲۶۰ برنج فشنگ ۷۰٪                                            | ۷۰٫۰ Cu 30.0 Zn                      | کارپذیری سرد عالی، مشخصات ساخت مثل آلیاژ مس ۲۳۰ بجز برای سکه‌زنی. کاربردها: بدنه رادیاتور، و مخازن چراغ قوه، ته لامپ، چفت و بست، گیره‌ها، لوله و مفصل، مهمات، وسایل پلمب کردن، پین‌ها و پرچ‌ها.                                                        |
| ۲۷۰ یا ۲۶۸ برنج زرد                                          | ۶۵٫۰ Cu 35.0 Zn                      | کارپذیری سرد عالی، مشخصات ساخت مثل آلیاژ مس ۲۳۰. کاربردها: مثل آلیاژ مس ۲۶۰ جز اینکه در مورد مهمات به‌کار نمی‌رود. |
| ۲۸۰ برنج زرد                                                 | ۶۰٫۰ Cu 40.0 Zn                      | کارپذیری گرم و آهنگری عالی برای پولک‌زنی، شکل‌دادن و خم شدن، آهنگری گرم و پرس، کله‌زنی و جا زدن گرم کاربردها: معماری، پیچ و مهره‌های بزرگ، میله لحیم‌کاری، صفحات مبرد، لوله‌های مبدل حرارت، آهنگری گرم                                                   |
| ۴۴۳، ۴۴۴، ۴۴۵                                                | ۷۱٫۰ Cu 28.0 Zn 1.0 Sn               | کار سردپذیری عالی برای شکل‌دادن و خم شدن کاربردها: مبرد، لوله‌های مبدل حرارت صفحات مبرد، لوله‌های تقطیر، حلقه و بست. |
| ۶۶۷ برنج منگنز                                               | ۷۰٫۰ Cu 28.8 Zn 1.2 Mn               | کارپذیری سرد عالی، ساخته شده با استفاده از پولک‌زنی، خم شدن، شکل‌دادن، استامپ، جوشکاری. کاربردها: محصولات برنج جوشکاری نقطه‌ای، جوشکاری لب به لب و جوشکاری درزی.                                                                                      |
| ۴۶۴ تا ۴۶۷ برنج دریایی                                       | ۶۰٫۰ Cu 39.25 Zn 0.75 Sn             | کارپذیری آهنگری گرم عالی، ساخته شده با استفاده از پولک‌زنی، آهنگری گرم، پرس، کله‌زنی و جازدن کاربردها: بست قورباغه‌ای هواپیما، گلوله‌ها، پیچ، سخت‌افزار دریایی، محورها، پرچ، سوپاپ بخار، صفحات مبرد، میله‌های جوشکاری.                                   |
| ۶۷۴                                                          | ۵۸٫۵ Cu 36.5 Zn 1.2 Al 2.8 Mn 1.0 Sn | قابلیت شکل‌پذیری گرم عالی، ساخته شده با روش آهنگری گرم و پرس، ماشینکاری. کاربردها: بوش‌ها، دنده‌ها، میله‌های اتصال، محورها، صفحات سایشی |
| ۶۷۵ برنج منگنز، A                                            | ۵۸٫۵ Cu 1.4 Fe 39.0 Zn 1.0 Sn 0.1 Mn | قابلیت کارگرم عالی، ساخته شده با روش آهنگری گرم و پرس، کله‌زنی و جا زدن گرم کاربردها: دیسک‌های کلاچ، محورهای پمپ، محورها، گلوله‌ها، دسته و بدنه شیرها                                                                                                 |
| ۶۸۷ برنج آلومینیم دارای آرسنیک                               | ۷۷٫۵ Cu 20.5 Zn 2.0 Al 1.0 As        | قابلیت کارسرد عالی برای شکل‌دادن و خم شدن کاربردها: مبرد، لوله‌های مبدل گرما و بخار، صفحات مبرد، لوله‌های تقطیر |
| ۶۸۸                                                          | ۷۳٫۵ Cu 22.7 Zn 3.4 Al 0.40 Co       | قابلیت شکل‌پذیری سرد و گرم عالی، ساخته‌شده با استفاده از پولک‌زنی، کشش، شکل‌دادن و خم شدن، برش و استامپ کردن. کاربردها: فنرها، سوییچ‌ها، اتصالات، رله‌های قسمت‌های کشیده شده.                                                                             |
| ۶۹۴ برنج قرمز سیلیسیومی                                      | ۸۱٫۵ Cu 14.5 Zn 4.0 Si               | قابلیت شکل‌پذیری گرم عالی برای ساخت با روش آهنگری، عملیات ماشین‌پیچ. کاربردها: دسته شیرها وقتی که مقاومت به خوردگی و استحکام بالا بحرانی است. |

برنج آلیاژی از مس و فلز روی است که نسبت آن‌دو در آلیاژ تعیین‌کننده نوع برنج با توجه به مورد استفاده آن است. برخی از انواع برنج‌ها برنز هم نامیده می‌شوند هرچند برنز آلیاژی از مس و قلع است.

## برنج دریایی
برنج دریایی (Naval Brass) به گونه‌ای از آلیاژ مس گفته می‌شود که به‌طور تقریبی از ۵۹٪ مس ۴۰٪ روی و ۱٪ قلع و نیز مقدار کمی سرب تشکیل شده باشد. این آلیاژ جزء خانوادهٔ برنج‌های آلفا-بتا یا برنج‌های مضاعف (Duplex Brasses) دسته‌بندی می‌شود. این خانواده از برنج‌ها به‌طور معمول سختی بیشتری نسبت به دیگر برنج‌ها دارند.

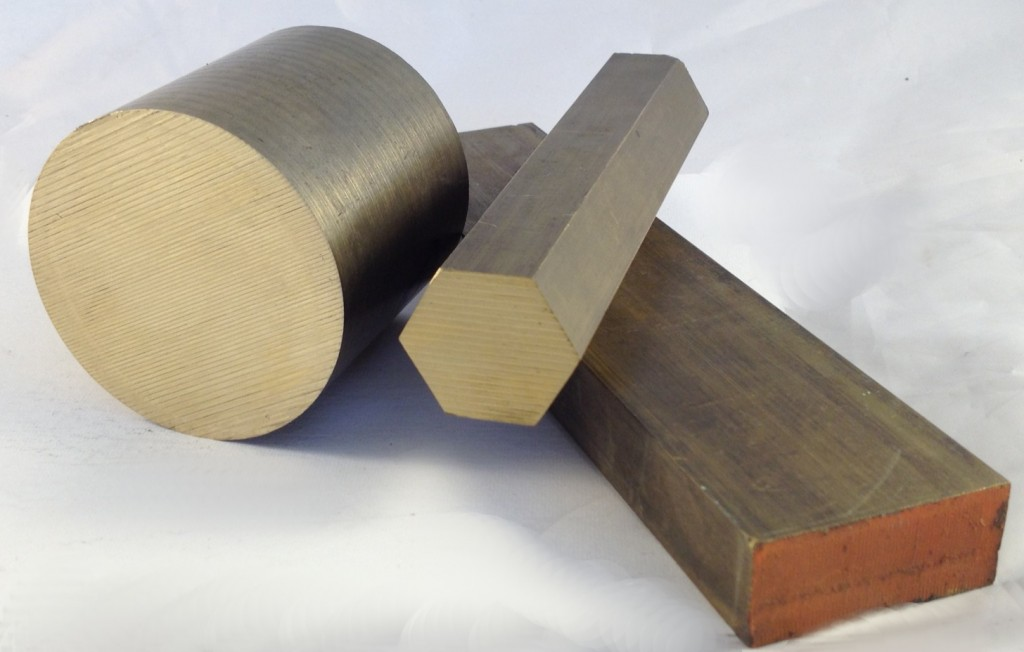
نمونه‌هایی از برنج دریایی

همان گونه که از اسم برنج دریایی بر می‌آید این آلیاژ به منظور استفاده در کاربردهای دریایی توسعه یافته است. قلع در اصل برای جلوگیری از خوردگی به این آلیاژ اضافه شده است. حضور سرب در این آلیاژ با عث بالا رفتن قابلیت ماشین کاری این فلز شده است با این حال برای مثال قابلیت ماشین کاری میلهٔ برنج دریای ۳۵٪ قالبیت ماشین کاری آلیاژ برنج معمولی است.
اضافه کردن قلع علاوه بر مورد ذکر شده باعث می‌شود تا برنج دریایی مقاومت بالایی در برابر خروج روی از آلیاژ می‌شود. خروج روی نوعی استحاله است که در آن روی به واسطه خوردگی از آلیاژ جدا می‌شود. پدیده خروج فلز روی از آلیاژ برنج دریایی برای اولین بار در سال ۱۹۲۰ میلادی در لوله‌های برنجی کندانسور (انتقال حرارت) کشتی‌ها دیده شد. در آن زمان به این اتفاق پدیدهٔ کندانسوری (Condenseritis)می‌گفتند. از آن زمان تلاش‌های بسیاری صورت گرفت تا این مشکل بسیار مخرب در کشتی‌ها حل شود. ابداع برنج دریایی یکی از تلاش‌های صورت گرفته در این راستا بود. استفاده از این آلیاژ تنها محدود به صنایع دریانوردی نمی‌شود. از این آلیاژ به دلیل دارا بودن استحکام کششی و مقاومت برشی بیشتر نسبت به سایر آلیاژهای مس، در کاربردهای صنعتی مختلف همچون شیرهای صنعتی استفاده می‌شود.

### پدیده روی زدایی برنج دریایی
زمانی که یکی از عناصر آلیاژی که دور تر از آرایش گاز نجیب نسبت به عناصر دیگر قرار دارد از ساختار آلیاژ حذف می‌شود و در مورد برنج دریایی یک ساختار متخلخل از مس بدون مقاومت مکانیکی به جای می‌گذارد، گفته می‌شود که خروج عنصر آلیاژی رخ داده است. برخی از آلیاژهای مس مانند برنج دریایی تمایل بسیار زیادی به از دست دادن عنصر آلیاژی خود و در نتیجه ترک خوردگی براساس تنش را دارا هستند. این ترک خوردگی‌ها بسیار سریع رخ می‌دهند و آثارشان برای این فلز به شدت مخرب است. این پدیده بیشتر در بین آلیاژهایی از مس که حاوی روی هستند رخ می‌دهد اگرچه در ترکیبات مس-منگنز، و در مواقع نادرتر در آلیاژ مس-نیکل نیز رخ می‌دهد. در خصوص برنج، این پدیده با نام خروج روی(dezinciﬁcation) شناخته می‌شود و در مواقعی رخ می‌دهد که آلیاژ داری ۱۵٪ یا بیشتر فلز روی باشد. در برنج‌های آلفا، پدیده خروج روی باعث ایجاد یک لایه یکنواخت از مس متخلخل می‌شود. در برنج‌های دوفازی (فاز آلفا و بتا)، عموماً فاز بتا مورد حمله قرار می‌گیرد و آلیاژ تکه‌تکه می‌شود.

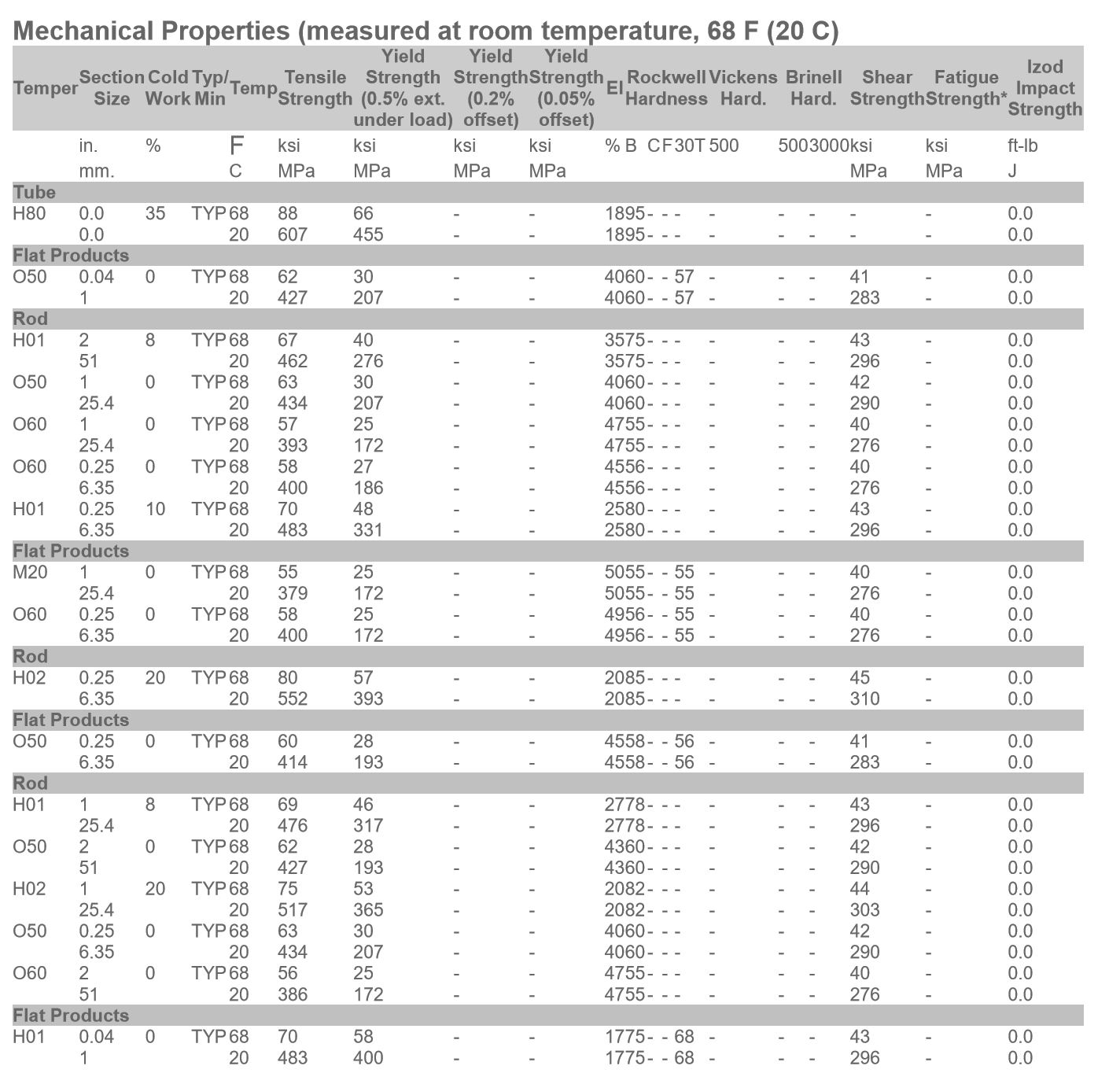
بعضی از خواص مکانیکی برنج دریایی

برخی از عانصر آلیاژی مانند آرسنیک، آنتیموان و فسفر می‌توانند باعث جلوگیری از لایه لایه شدن آلیاژ برنج آلفا شوند اما نمی‌توانند باعث جلوگیری تکه‌تکه شدن برنج آلفا-بتا شوند. در آلیاژهایی با حدود ۳۰٪ روی، این عناصر در حد ۰٫۰۲–۰٫۱٪ موجود می‌باشند. برخی از آلیاژهای مس از جمله برنج دریایی و مس-منگنز بسیار مستعد خوردگی تنشی هستند. این پدیده زمانی شدت پیدا می‌کند که میزان عناصر فعال در آلیاژ یا سطح تنش افزایش یابد. خوردگی تنشی معمولاً در حضور آمونیاک یا ترکیبات آن رخ می‌دهد اگرچه مواردی از خوردگی تنشی برنج دریایی در مجاورت سیترات‌ها، تارترات و نیترات‌ها نیز گزارش شده است.

### مقاومت در برابر خوردگی
مس به‌طور معمول مقاومت بالایی در محیط‌های خورنده مانند آب و هوای دارای فلوراید از خود نشان می‌دهد. مس و برخی از آلیاژهایش بسیار مستعد خوردگی شیاری هستند اما مکانیزم رخداد این پدید با مکانیزمی که در فولاد زنگ‌نزن رخ می‌دهد بسیار متفاوت است. اگرچه به‌طور کلی برنج برای استفاده در محیط‌های مرطوب مناسب است اما پدیدهٔ روی زدایی یکی از بزرگ‌ترین مشکلات این نوع از آلیاژها است مخصوصاً در شرایطی که محیط اسیدی یا بازی است. به این منظور برای به کاربردن این آلیاژها در محیط‌های مرطوب اسیدی یا بازی مقادیر کمی از قلع، آرسنیک و فسفر به آین آلیاژ اضافه می‌شود.
از برنج دریایی در مبدل‌های حرارتی کشتی‌های دریای نیز استفاده می‌شود. برنج دریایی علاوه بر مستعد آسیب بودن در برابر خوردگی تنشی نسبت به خوردگی حفره‌ای نیز بسیار آسیب‌پذیر هستند. این پدیده زمانی رخ می‌دهد که برنج دریایی در مجاورت سولفید‌هایی قرار بگیرد که در شرایط راکد بودن سیستم در مجاورت آب دریا به وجود آمده است. برای به حداقل رساندن این حساسیت در برابر حمله سولفیدها از سولفات‌های آهنی در ساختار آلیاژ استفاده می‌شود.

### مکانیزم روی زدایی
مس تشکیل شده توسط روی زدایی برنج، در تصاویر میکروسکوپی، یک لایه متراکم در سطح، تقریباً متناسب با ضخامت عمق روی زدایی است. در مس زیرین غالباً حلقه‌های رشد لایه‌های مس متناوب، کم و بیش متراکم قابل مشاهده است. گاهی این لایه‌ها دارای نوارهایی از اکسید حجیم هستند و باند باریک از مس متراکم معمولاً در مجاورت جبهه خوردگی مشاهده می‌شود. این ویژگی‌ها بر اساس مشاهدات آزمایشگاهی توضیح داده شده‌اند که می‌توانند توضیح مناسبی برای مکانیزم روی زدایی باشند. اولین مرحله در روی زدایی ویا خوردگی حفره ای برنج انحلال مس و روی است. از انحلال مس کلرید مس (I) به وجود می‌آید. در خوردگی حفره ای، کلرید مس (I) رسوب شده و متعاقباً هیدرولیز یا اکسیده می‌شود و به محصولات ثانویه تبدیل می‌شوند. در روی زدایی اما کلرید مس (I) به مس اولیه در نقطهٔ شروع تبدیل می‌شود.
برنج آلفا و برنج آلفای غیر آرسنیکی هر دو کلرید مس (I) را به مس کاهش می‌دهند (بتا خیلی راحت تر)، اما آلفای داری آرسنیک چنین نمی‌کند. این اختلافات بین سه نوع برنج در حساسیت نسبی آنها نسبت به روی زدایی منعکس می‌شود.

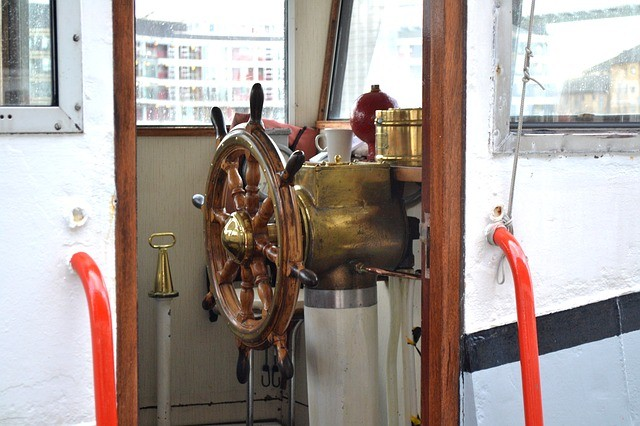
یکی از بیش‌ترین کاربردهای برنج دریایی استفاده در وسایل کشتی و سایر سیستم‌های دریایی است